# Rodolfo Ruz Menéndez
Rodolfo José Edgardo Ruz Menéndez fue un abogado, ensayista, historiador y profesor mexicano. Nació en Mérida, Yucatán el 27 de abril de 1925 y murió también en Mérida, el 8 de octubre de 2005. Nieto del ilustre pedagogo e historiador cubano mexicano Rodolfo Menéndez de la Peña. 

## Vida académica
Estudió derecho en la Universidad Autónoma de Yucatán y fue catedrático en la misma institución durante cincuenta años. 
En 1958 obtuvo una beca para estudiar Biblioteconomía en los Estados Unidos y recorrer las principales bibliotecas universitarias de dicho país. Fue declarado ciudadano honorario del estado de Texas.

## Desempeño profesional
Fue fundador en  1956 del Departamento de Bibliotecas y director de la Biblioteca Central Universitaria hasta 1987.
Fundador también de la Asociación de Bibliotecarios de Institutos de Enseñanza Superior en 1957 y también creó, con otros, el Centro de Estudios Antropológicos de la Universidad Autónoma de Yucatán, antecedente de la actual Facultad de Ciencias Antropológicas.
Fue dos veces secretario de la Academia Yucatanense de Ciencias y Artes. Asimismo, socio de la Academia Mexicana de Bibliotecarios y presidente de la Asociación Yucateca de Bibliotecarios.
Ocupó el cargo de historiador titular de la Universidad Autónoma de Yucatán, de 1987 a 1991.
Integró en 1977 la comisión redactora de la segunda edición de la Enciclopedia Yucatanense que en doce tomos expone el conocimiento hasta entonces vigente de la historia, geografía y personajes de la península yucateca.

## Obra literaria  y poética
Entre sus obras destacan:
- Historia de Yucatán. Antología de textos
- Por los viejos caminos del Mayab (prologada por José Esquivel Pren)
- Los Yaquis en las haciendas henequeneras
- Ensayos yucatenses
- Historia del Instituto Literario de Yucatán
- Antología poética
- Ensayos históricos univesitarios
- El cervantismo en Yucatán
- Sonetos de amor y desesperanza
- Última puerta y otros sonetos
- Antología poética
- Nuevos ensayos yucatanenses
- En memoria de Wolfgang Cordan (W.Cordan:Creador del sistema "Mérida" para descifrar la escritura maya)
- Los versos de cabo roto de Manuel Barbachano y Tarrazo

## Reconocimientos
Por su labor en favor de la cultura, recibió:
- En 1973, la Medalla Yucatán otorgada por el gobierno del estado.
- En 1989, la Medalla Eligio Ancona.